# Walzenhausen
Walzenhausen is een gemeente en plaats in het Zwitserse kanton Appenzell Ausserrhoden. Walzenhausen telt 2.052 inwoners.

## Geboren
- Emil Kellenberger (1864-1943), schutter en Olympisch kampioen

## Overleden
- Emil Kellenberger (1864-1943), schutter en Olympisch kampioen

Bühler · Gais · Grub · Heiden · Herisau · Hundwil · Lutzenberg · Rehetobel · Reute · Schönengrund · Schwellbrunn · Speicher · Stein · Teufen · Trogen · Urnäsch · Wald · Waldstatt · Wolfhalden · Walzenhausen
- Gemeinsame Normdatei: 4117583-9
- Historisch woordenboek van Zwitserland: 001311
- Library of Congress Control Number: n92065738
- Nationale Bibliotheek van Israël: 987007530812905171
- Virtual International Authority File: 239838804
- WorldCat: E39PBJvMypKm8GGj6Jwrdtw6Kd